# فرانک لیپمان
فرانک لیپمن (انگلیسی: Frank Lippmann؛ زادهٔ ۲۳ آوریل ۱۹۶۱) بازیکن فوتبال اهل آلمان است.
از باشگاه‌هایی که در آن بازی کرده‌است می‌توان به باشگاه فوتبال نورنبرگ، باشگاه فوتبال دینامو درسدن، باشگاه فوتبال لاسک، و باشگاه فوتبال درسدنر اشاره کرد.